# TLC: Tables, Ladders & Chairs (2009)
TLC: Tables, Ladders & Chairs (2009) foi um evento pay-per-view (PPV) de wrestling profissional produzido pela WWE. Aconteceu no dia 13 de dezembro de 2009 no AT&T Center em San Antonio, Texas. O evento teve a presença do talento dos programas RAW, SmackDown, e ECW.

## Resultados
| #                              | Lutas                                                                                         | Estipulação                                                             | Tempo |  |
| ------------------------------ | --------------------------------------------------------------------------------------------- | ----------------------------------------------------------------------- | ----- |  |
| Dark                           | R-Truth derrotou CM Punk (com Luke Gallows)                                                   | Luta individual                                                         | N/A   |  |
| 1                              | Christian (c) derrotou Shelton Benjamin                                                       | Luta de escadas pelo ECW Championship                                   | 18:08 |  |
| 2                              | Drew McIntyre derrotou John Morrison (c)                                                      | Luta individual pelo Intercontinental Championship                      | 10:20 |  |
| 3                              | Michelle McCool (c) derrotou Mickie James                                                     | Singles match pelo WWE Women's Championship                             | 07:55 |  |
| 4                              | Sheamus derrotou John Cena (c)                                                                | Tables match pelo WWE Championship                                      | 16:20 |  |
| 5                              | The Undertaker (c) derrotou Batista                                                           | Luta de cadeiras pelo World Heavyweight Championship                    | 13:12 |  |
| 6                              | Randy Orton derrotou Kofi Kingston                                                            | Luta individual                                                         | 13:13 |  |
| 7                              | D-Generation X (Triple H e Shawn Michaels) derrotaram Jerishow (Chris Jericho e Big Show) (c) | Luta Tables, Ladders, and Chairs pelo Unified WWE Tag Team Championship | 22:30 |  |
| (c) - Campeões antes das lutas |                                                                                               |                                                                         |       |  |